# Abu Nidal Szervezet
Az Abu Nidal Szervezet (angolul: Abu Nidal Organization – ANO) a leggyakrabban használt neve a palesztin Fatah al-Majles al-Tharwy-nak vagy Fatah Forradalmi Tanácsnak. Egyéb nevei: Fekete Június, Arab Forradalmi Brigádok vagy Szocialista Muszlimok Forradalmi Szervezete. Néha Fekete Szeptember név alatt működnek (amely nem azonos a Fekete Szeptember Szervezettel).
Az ANO nevét alapítójáról, Abu Nidalról kapta. A csoportot az Amerikai Egyesült Államok, Izrael és az Európai Unió terroristaszervezetként tartja számon.

## Kialakulása és háttere
Az ANO eredetileg az Ellenálló Frontnak a Palesztinai Felszabadítási Szervezetből való 1974-es kiválásának eredményeképpen jött létre, amelynek keretében Jasszer Arafat módosításokat eszközölt a PFSZ céljaiban, melyeket az Izraellel való kiegyezés felé vezető lépéseknek láttak. Ekkor Abu Nidal Irakba költözött, ahol létrehozta az ANO-t, amely nemsokára terrortámadások sorát hajtotta végre.
Ideológiájuk nem tisztán meghatározott, de egyértelműen elleneznek mindennemű Izraellel való kompromisszumot vagy tárgyalást. A csoport a legkevésbé megalkuvó palesztin militáns csoportként ismert. Tagjainak számát néhány százra becsülik, de erejük nem pontosan ismert. 

## ANO-támadások
Az ANO 20 országban hajtott végre támadásokat, közel 900 embert megsebesítve vagy megölve. Célpontjai közé tartozik az Egyesült Államok, az Egyesült Királyság, Franciaország, Izrael, Palesztina, a Palesztinai Felszabadítási Szervezet és különböző arab és európai országok. A csoport az 1980-as évek vége óta nem hajtott végre támadást nyugati célpont ellen. 
Támadásokat hajtottak végre a római és bécsi reptereken 1985 decemberében, a Neve Shalom zsinagógában Isztambulban, és eltérítették a Pan AM 73 járatot Karacsiban 1986 szeptemberében, illetve a City of Poros nevű kirándulóhajót Görögországban 1988 júliusában.
Az ANO híres Izraellel szembeni álláspontjáról, Izrael megtámadásán kívül minden egyebet árulásnak bélyegezve. Ez vezetett ahhoz, hogy a csoport számos támadást hajtott végre a Palesztinai Felszabadítási Szervezet ellen, akik a konfliktus lezárásának a tárgyalásos formáját is elfogadták. A PFSZ helyettes vezetőjének, Abu Iyadnak és a vezető Abu Hulnak a meggyilkolásával is az ANO-t gyanúsítják. 1994 januárjában merényletet hajtottak végre egy jordán diplomata ellen Libanonban, és egy PFSZ-képviselő meggyilkolásával is kapcsolatba hozták a szervezetet. Az ANO gyilkolta meg 1983-ban a mérsékelt PSZF-tag Issam Sartawit is. Az 1970-es évek végén sikertelen merényleteket kíséreltek meg a jelenlegi palesztin elnök és PFSZ-elnök Mahmúd Abbász ellen. Többek között ezek a támadások vezettek  ahhoz, hogy a PFSZ halálos ítéletet hirdetett Abu Nidal ellen. Az 1990-es évek elején egy libanoni menekülttábor feletti vezetést próbálták meg átvenni, azonban ezt a PFSZ meghiúsította.

## Fordítás
Ez a szócikk részben vagy egészben  az   Abu Nidal Organization című angol Wikipédia-szócikk ezen változatának fordításán alapul.  Az eredeti cikk szerkesztőit annak laptörténete sorolja fel. Ez a jelzés csupán a megfogalmazás eredetét és a szerzői jogokat jelzi, nem szolgál a cikkben szereplő információk forrásmegjelöléseként.